# حديقة حيوان أبو تيج
حديقة حيوان ابوتيج (بالإنجليزية: Abutig Zoo)‏ أو حديقة ناصر ، هي إحدى حدائق الحيوان في مصر، أُنشئت في عام 1962، تبلغ مساحتها خمسة أفدنة  وتقع بالقرب من مسجد وضريح السلطان الفرغل «سلطان الصعيد» في مدينة أبو تيج.

## فيسبوك
- الشبكة العربية لحماية الحياة البرية  على فيسبوك.
- جمعية أصدقاء الحدائق التراثية والعامة  على فيسبوك.
- Together to protect wildlife of Egypt  على فيسبوك.

## تسجيلات فيديو
- جولة في حديقة حيوان "أبوتيج" على يوتيوب

## وصلات خارجية
- بالصور.. إخماد حريق بحديقة حيوان بأسيوط وعلامات غريبة على الحوائط ، مصراوي في 25 فبراير 2012
- حدائق حيوانات الأقاليم..منسية! نسخة محفوظة 7 يناير 2016 على موقع واي باك مشين. ، جريدة المساء في 6 يوليو 2013
- حريق بمجموعة نخيل بحديقة حيوان أبوتيج ، جريدة المحور الجديد في 19 أكتوبر 2014